# Autoensamblaje
Autoensamblaje es la organización, reparación o fabricación de un sistema o estructura sin que el ser humano intervenga en este proceso. En la naturaleza se presenta autoensamblaje en muchas escalas, principalmente en la reparación de tejidos orgánicos, la fabricación de nanosistemas orgánicos e incluso la aparición de nuevos organismos; en consecuencia el estudio del autoensamblaje es tan importante para el hombre  porque con dicho estudio se podrá dar respuesta a una serie de cuestionamientos relacionados con el origen de la vida y la dependencia de la vida misma a este proceso típico de los organismos y sistemas biológicos. Los inicios del estudio del autoensamblaje están relacionados con la aplicación de la química orgánica en las interacciones moleculares a distintas escalas, lo que conlleva a que actualmente se encuentren importantes y fructíferos avances en el autoensamblaje molecular. Para la Física, la Biología y la Química el autoensamblaje es un área de estudio científico que presenta altísimas expectativas, ya que si se amplía el conocimiento humano en este campo, se encontraran diversas aplicaciones en sistemas inorgánicos creados por el hombre, relacionados con la electrónica, la computación, la robótica e incluso la medicina.

## Tipos de autoensamblaje
Diversos estudios científicos concuerdan en que hay dos tipos de autoensamblaje; El autoensamblaje estático y el autoensamblaje dinámico. La mayoría de estudios, avances y publicaciones se presentan en el autoensamblaje estático, ya que de los dos procesos mencionados anteriormente, es el más sencillo y posiblemente el más fácil de imitar en sistemas inorgánicos. El autoensamblaje estático consiste en la reparación o reorganización de sistemas y estructuras sin presentar pérdida de energía hasta alcanzar un equilibrio. Para generar un sistema ordenado por medio de un autoensamblaje estático, se necesita inicialmente un poco de energía, que posteriormente al haberse formado dicho sistema se estabiliza y se conserva, pero dicha energía inicial no presenta disipación durante el proceso de reparación o reorganización. Algunos ejemplos de autoensamblaje estático en la naturaleza son: los cristales moleculares y las proteínas globulares.
El proceso de autoensamblaje dinámico es completamente opuesto al autoensamblaje estático, ya que ocurre la organización o reparación de estructuras y sistemas únicamente si durante el proceso hay disipación de energía, aunque finalmente también se alcanza un equilibrio. Los estudios y descubrimientos en autoensamblaje dinámico están en su etapa primaria. Los sistemas que presentan autoensamblaje dinámico son muy complejos y difíciles de detectar sin instrumentos de alta precisión y resolución. Algunos ejemplos de autoensamblaje dinámico en la naturaleza son: las distintas interacciones que presentan las células biológicas, la reparación y organización de tejidos y la división celular. Los dos tipos de autoensamblaje pueden suministrar información acerca de los procesos de organización y reparación de sistemas y estructuras a distintas escalas y con ello encontrar una posible aplicación en la tecnología a una escala nanométrica (ya que la fabricación de tecnología a escalas muy pequeñas es muy costosa y dispendiosa con los métodos tradicionales), es decir que suministran información codificada acerca de la interacción de los componentes de los sistemas que se autoensamblan con el fin de modelar este proceso e intentar su posterior repetición en un sistema creado por el ser humano.Para conocer el proceso de autoensamblaje a la perfección, se debe de estudiar las características del sistema o estructura donde ocurre, se debe analizar la posición del sistema, el equilibrio último alcanzado, posibles alteraciones y repulsiones, movimientos, las posibles fluctuaciones generadas por el medio donde ocurre el proceso, las fronteras de reacción, los componentes involucrados, la interacción entre estructuras y los posibles defectos y errores generados al final del proceso. Para que un sistema que se autoensambla realice un proceso satisfactorio, éste (sin importar que sea un autoensamblaje estático o un autoensamblaje dinámico) debe alcanzar un equilibrio. Si el sistema no logra un equilibrio se puede presentar defectos, modificaciones o alteraciones que pueden ser perjudiciales para el sistema.

## Enfoque de los estudios actuales en autoensamblaje
Los estudios actuales se enfocan en el autoensamblaje  dinámico, ya que la mayoría de retos que se han trazado los científicos están relacionados con sistemas dinámicos. El proceso que genera la vida y la vida en sí, implican gastos de energía, esto justifica la actual inclinación de la investigación científica. Al estudiar este tipo de autoensamblaje se conocerá casi a la perfección, cada uno de los funcionamientos, interacciones y procesos realizados por las células y los sistemas que la conforman e incluso, se aclararan todas las dudas presentes hoy en día acerca de la relación del proceso de división celular con las reacciones químicas. La dificultad que se presenta al estudiar el autoensamblaje en las células biológicas radica en que es imposible intervenir el sistema sin que las funciones y las interacciones de cada uno de los componentes que participan en el proceso se afecten. Las aplicaciones presentes y futuras del estudio del proceso de autoensamblaje están relacionadas con la miniaturización de todas las herramientas tecnológicas. En la robótica los costos de producción de nanomáquinas inteligentes se reducirán en comparación con los métodos tradicionales de fabricación. En nanociencia se podrán reproducir en un laboratorio (de manera artificial) los procesos de autoensamblaje y autorreparacion que presentan los sistemas biológicos. En la microelectrónica se encontrará si hay algún tipo de relación entre el comportamiento del sistema nervioso de todo ser vivo con los microsistemas conductores creados por el hombre; con este estudio se desea aplicar el comportamiento de las neuronas, los neurotransmisores y el impulso nervioso en la electrónica y la posible implementación de sistemas microelectrónicos en el cerebro. Hoy en día se ha podido aislar una neurona y conectarla con un nanotubo conductor, lo que indica que si es posible que algunos componentes biológicos puedan interactuar con componentes artificiales sin alterar su funcionamiento. En la computación y tecnología de entretenimiento se quiere reproducir la autorreparación y la reorganización de algunos tejidos biológicos en microcomputadores, sensores y controladores, con el fin de que algunos de estos dispositivos, se autorreparen cuando  sufran algún golpe o descompostura  e incluso que dichos dispositivos puedan ensamblarse de forma autónoma cuando se les aplica una modificación o remodelación.  En medicina se analizará los problemas presentes en los desórdenes genéticos relacionados con la descontrolada división celular, con el fin de encontrar una solución económica y productiva a dicho problema.

## El papel de las ciencias en el estudio del autoensamblaje
El estudio del proceso del autoensamblaje no le compete únicamente a la biología. Para un desarrollo efectivo se necesita de la química, la física, la ingeniería y la matemática. La química debe estudiarlas reacciones químicas  presentes en los procesos biológicos de los sistemas que se autoensamblan, la biología debe estudiar el impacto que conlleva la intervención humana en los sistemas que realizan este proceso, la física junto a la ingeniería y la matemática deben observar el comportamiento del sistema que se autoensambla así como el comportamiento de los componentes de dicho sistema, con el fin de crear un postulado teórico-matemático  que represente el fenómeno a la perfección, para después recrear este proceso de manera artificial. Hoy en día el conocimiento humano cuenta con planteamientos matemáticos, avances tecnológicos y teorías físicas que facilitan el estudio del autoensamblaje a distintas escalas,  por lo cual la aplicación del estudio de este proceso biológico en la robótica, la medicina y la computación es inminente.